# Eunapius tinei
Eunapius tinei är en svampdjursart som först beskrevs av Gee 1932.  Eunapius tinei ingår i släktet Eunapius och familjen Spongillidae. Inga underarter finns listade i Catalogue of Life.